# ギャヴィン・ブライアーズ
ギャヴィン・ブライアーズ（Gavin Bryars、1943年1月16日 - ）は、イギリスの作曲家で、コントラバスの演奏家でもある。

## 略歴
ヨークシャーのグールに生まれたブライアーズは、シェフィールド大学で哲学を学んだのちに、3年間音楽を学んだ。
彼の最初の音楽的な業績としてあげられるのは、ジャズ・ベーシストとして参加し、デレク・ベイリー、トニー・オクスレイと共演したジョセフ・ホルブルックである。19世紀のイギリスの作曲家の名前をバンド名にしたこのトリオは、当初は比較的に伝統的なジャズのレパートリーを演奏していたが（1965年の作品ではジョン・コルトレーンを演奏している）、やがてフリー・インプロヴィゼーションでの演奏へ移行していく。しかし、若いベーシストが格式ばった方法でジャズを演奏しているのを見て、不自然さを感じたブライアーズは、ジャズ・ベースの演奏に不満を抱くようになり、作曲へ興味を移していった。
彼の作曲家としての初期の作品は、ジョン・ケージ（イリノイ大学滞在時に、短期間であるがブライアーズとケージはともに作曲を学んでいる）、モートン・フェルドマン、アール・ブラウン、ミニマル・ミュージックなどのニューヨーク周辺の音楽の影響を強く受けている。
1969年に、ポーツマスの美術学生のために書いた作品『タイタニック号の沈没』（The Sinking of the Titanic）により、ブライアーズの名は世に知れ渡ることとなる。彼はこの作品において、1912年に北大西洋の海に沈んだタイタニック号の甲板上で、最後まで演奏を続けていた楽団員たちの演奏を生き残った乗客や船員たちの証言を元に再現しようと試みる。宮沢賢治の小説を元にしたアニメ映画『銀河鉄道の夜』（1985年）では、人々を安らかな死へと送り出す賛美歌『オータム』、『主よ、みもとに』として描かれた。ブライアーズは、諸説ある証言の中から、船とともに氷の海へ沈んで行った楽団員たちが間際まで演奏した曲として賛美歌『オータム』を選択。1975年のレコーディング（ブライアン・イーノのオブスキュア・レコードよりリリース）の際に、実際の楽団と同じ6弦構成で25分間『オータム』を繰り返し演奏した。
『タイタニック号の沈没』はブライアーズにとってライフワーク（"Work in Progress"、常に進行中の作品）となり、新たな証言や資料をもとにこれまでに3回録音され、楽曲の構成や演奏者の形態も異なっている。最新の録音は1995年に行われたもので、密閉されたスタジオとは異なる反響空間を作るために、貯水塔やプールでの演奏を行っている。沈み行く船を表現する多数の効果音が散りばめられ、新たにもう1曲の賛美歌と子供の合唱なども加わった1995年版（61分）は、過去2回の録音と比べ、さらに重層な音響空間が構築されている。なお、1995年版には初回プレス特典として、イギリスのエレクトロニカのアーティスト、リチャード・D・ジェームズ（エイフェックス・ツイン）のリミックス「Raising the Titanic」のシングルCDが収められており、テクノのアーティストたちへ本作品（1975年版含む）が与えた影響が大きいことを示している。
その他、彼の初期の作品では、『イエスの血は決して私を見捨てたことはない』（Jesus' Blood Never Failed Me Yet、1971年）がよく知られている。この作品は、浮浪者が賛美歌『イエスの血は決して私を見捨てたことはない』を抑揚をつけながら即興で歌っているのを延々とループさせ、オーケストレーションが徐々に増加し、やがてゆっくりとフェードアウトしていく。この作品も同じく1993年に再録音されており、トム・ウェイツが最後のセクションにボーカルとして参加している。
この時期、ブライアーズは楽団ポーツマス・シンフォニアを結成、音楽の素養がない素人の学生たちを集めクラシック音楽を演奏させる、という試みを行った。この最初から音楽的な完全性が期待できない、一種の偶然性の音楽に属する手法はブライアン・イーノにも影響を与えている。
ブライアーズの後期の作品には、BBCラジオ3と芸術団体アートエンジェルの委託を受けて作曲された『賭ける男』（A Man In A Room, Gambling、1992年）がある。この曲でブライアーズは、スペインの彫刻家ホアン・メノスがカード賭博の最中にいかにイカサマをやるのかを、詳細に物語っているモノローグのバックで美しいオーケストレーションを演奏させている。実際、ラジオ3のオンエア時には、あらかじめ一切の説明もアナウンスもしないまま、10個の短い作品がオンエアされたが、ブライアーズはこれについて、ラジオ4でオンエアされている海上気象予報と同じように、リスナーの想像力を掻き立てつつ、自然に受け入れられることを望んでいた、と語っている。
ブライアーズはこれまで、上記の他にも3つのオペラ、3つの弦楽四重奏曲、数曲の交響曲を含む多くの作品を作曲している。マース・カニンガムのために書き下ろした"Biped"など、振付家のための作品もある。
現在もイギリスで暮らし、夏の間はカナダの西海岸の都市、ブリティッシュ・コロンビアで過ごしている。ドュ・モントフォート大学（De Montfort University、前レスター・ポリテクニックLeicester Polytechnic）に音楽学科を設立し、1986年から1994年まで教壇に立ったことがある。

## 主な作品
- 『タイタニック号の沈没』 - The Sinking of the Titanic (1969年) ※1972年ロンドン、クイーン・エリザベス・ホールにて初演
- Necropolis (1970年) ※Soundtrack Film Franco Brocani
- 『イエスの血は決して私を見捨てたことはない』 - Jesus' Blood Never Failed Me Yet (1972年)
- Medea (1982年) ※オペラ
- CIVIL WarS (1984年) ※ロバート・ウィルソンとのコラボレーションで未完のオペラ。いくつかのセクションは別の形で完成された。:
  - On Photographyのためのコーラス、ハルモニウム、ピアノ
  - 2Bのためのパーカッション・アンサンブル
  - Arias For Marie Curie, The Queen of the Sea, Captain Nemo, The Japanese Bride
- 『弦楽四重奏曲第1番「国際ホテルとブリストルの間」』 - String Quartet No 1 Between the National and the Bristol (1985年)
- 『カドマン・レクイエム』 - Cadman Requiem (1989年)
- 『弦楽四重奏曲第2番』 - String Quartet No 2 (1990年)
- 『賭ける男』 - A Man in a Room, Gambling (1992年)
- The North Shore (1993年)
- Three Elegies for Nine Clarinets (1994年)
- Cello Concerto: Farewell to Philosophy (1995年)
- Adnan Songbook (1996年)
- Doctor Ox's Experiment (1998年) ※オペラ
- String Quartet no.3 (1998年)
- Biped – music for the dance by Merce Cunningham (1999年)
- When Harry Met Addie (1999年)
- G (2002年) ※オペラ
- Nothing like the Sun – 8 Shakespeare sonnets (2007年)
- Piano Concerto ("The Solway Canal") (2010年)
- Marilyn Forever (2013年) ※オペラ
- Hövdingar hittast (Heroes Meet) (2014年)
- Pneuma (2014年) ※バレエ
- The Seasons (2014年) ※バレエ
- 11th Floor (2014年) ※バレエ
- The Fifth Century (2014年)
- The Heart of August (2014年) ※バレエ
- The Collected Works of Billy the Kid (2018年) ※オペラ
- Requiem (2019年) ※バレエ
- A Native Hill (2019年) ※交差点のための大編成アカペラ合唱作品
- Altissima Luce (2019年)
- String Quartet no.4 (2020年)
- Wittgenstein Fragments (2021年)
- In Là (2022年)
- Strng Sextet ("The Bridges of Könisberg") (2022年)
- Three New Gnossiennes (after Satie) (2022年)
- The Bridges of Königsberg (2023年)[2]